# Villarino de Manzanas
Villarino de Manzanas (en alistanu Villarinu de Manzanas) es una localidad del municipio de Figueruela de Arriba, en la provincia de Zamora, comunidad autónoma de Castilla y León (España).

## Etimología
Villar y sus variantes (Villares, Villarino o Villarejo) es uno de los topónimos más abundantes en la provincia, tanto de la toponimia mayor (Villar de Fallaves, Villar de Farfón, Villar de los Pisones, Villar del Buey, Villaralbo, Villardeciervos, Villardiegua de la Ribera, Villardondiego, Villarejo de la Sierra, Villarino de Cebal, Villarino de Sanabria, Villarino Tras la Sierra), como de la toponimia menor. Son topónimos que proceden del «villare» latino que a su vez deriva de «villa», palabra que primitivamente significó explotación agraria, luego aldea, más tarde, ya en la última época romana y en los principios de la Alta Edad Media pequeña ciudad con municipio. El derivado «villare» es, al principio, una explotación desgajada del fundo primitivo que más tarde fue fundo y que en ocasiones terminó siendo una aldea, y en otras incluso una villa. Es decir, «villare» y por tanto villar, se refiere a una localidad más pequeña que el núcleo de población designado por villa, por lo que, en general, los «villare» son más pequeñas y de menor categoría histórica y administrativa que los núcleos de población conocidos por un topónimo compuesto cuyo primer elemento es villa o villas. Además los topónimos villa se suelen deber a la repoblación cristiana de los siglos X, XI y XII, pues villa parece haber sido el apelativo con el significado de población, villa, aldea, etc. preferido por los repobladores medievales, mientras que los llamados villar, villares, villarejo o villarino proceden directamente asentamientos de época romana, como atestiguan los abundantes restos romanos que suelen ofrecer, sobre todo cerámica y tégulas.

## Historia
Durante la Edad Media Villarino de Manzanas quedó integrado en el Reino de León, cuyos monarcas habrían acometido la repoblación de la localidad dentro del proceso repoblador llevado a cabo en Aliste. Tras la independencia de Portugal del reino leonés en 1143 la localidad habría sufrido por su situación geográfica los conflictos entre los reinos leonés y portugués por el control de la frontera, quedando estabilizada la situación a inicios del siglo XIII.
Posteriormente, en la Edad Moderna, estuvo integrado en el partido de Alcañices de la provincia de Zamora, tal y como reflejaba en 1773 Tomás López en Mapa de la Provincia de Zamora. Así, al reestructurarse las provincias y crearse las actuales en 1833, la localidad se mantuvo en la provincia zamorana, dentro de la Región Leonesa, integrándose en 1834 en el partido judicial de Alcañices, dependencia que se prolongó hasta 1983, cuando fue suprimido el mismo e integrado en el Partido Judicial de Zamora.
Finalmente, en torno a 1850, el antiguo municipio de Villarino de Manzanas se integró en el de Figueruela de Arriba.

## Romería
Es conocida por celebrar una romería fronteriza y de hermanamiento con la localidad portuguesa de Petisqueira. Los vecinos de ambas localidades se reúnen, desde 1985, el segundo domingo de mayo para honrar a la Reina de los Cielos. Las imágenes de la Virgen portuguesa y española se encuentran sobre el pontón que salva el cauce del río Manzanas, donde no existe templo alguno y donde los feligreses se concentran al aire libre. Tras la misa, que se celebra en los dos idiomas, llega el momento de los bailes populares y las canciones.

## Patrimonio
La iglesia destaca por la esbeltez de su espadaña barroca. En su interior, además del arco triunfal apuntado, tiene una transcendencia especial su retablo principal. Un enorme tríptico formado por una amplia hornacina central con la imagen de la Magdalena y dos cuerpos laterales ocupados por varios relieves evidentemente nobles.

## Demografía
| Gráfica de evolución demográfica de Villarino de Manzanas entre 2000 y 2017 |
|                                                                             |